# آنجلیکا بریجز
آنجلیکا بریجز (انگلیسی: Angelica Bridges؛ زادهٔ ۲۰ نوامبر ۱۹۷۳) یک هنرپیشه اهل ایالات متحده آمریکا است.